# Умёт (Мордовия)
Умёт — посёлок городского типа (с 1959 года) в Зубово-Полянском муниципальном районе Республики Мордовия.

## География
Расположен на федеральной автодороге М5 «Урал», являющейся частью маршрута E 30, в 430 км от Москвы и 210 км от Саранска. Железнодорожная станция Тёплый Стан на Московско-Казанском историческом направлении.

## История
Первоначальное название Авдалов Умёт произошло от русского слова умёт — в 17—18 вв. хутор, служивший станцией для обозчиков. Основан не позднее 18 в. на гужевом тракте Шацк — Спасск. По статистическим данным 1862 г., владельческая деревня Авдалов Умёт Спасского уезда состояла из 17 дворов (231 чел.); в 1882 г. — 18 домохозяйств (112 чел.). В 1896 г. лесопромышленник Лесков открыл лесопильный завод (впоследствии Умётский древообрабатывающий комбинат). Уроженцы Умёта — хозяйственный руководитель Ф. И. Булдыжов, педагоги: заслуженный учитель РСФСР А. Г. Лескина, заслуженный работник культуры МАССР Л. М. Гордеева, заслуженный работник высшей школы РМ М. Е. Лобурёва и заслуженный работник школы Е. Э. Шитова.

## Экономика
Посёлок знаменит большим количеством работающих в нём самых разнообразных придорожных кафе. Первые кафе появились в Умёте в 1994 году после закрытия на фоне экономического кризиса деревообрабатывающего комбината, который был основным источником дохода жителей посёлка. К 1998 году количество кафе в Умёте достигло 500; посёлок стал известным, и преступные группы вели между собой ожесточённую борьбу за контроль над ним — типичная ситуация для 1990-х годов.
На 2019 год в Умёте было 78 кафе при численности населения около 2500 человек. Придорожный общепит по-прежнему является основным видом экономической деятельности посёлка. Заведения растянуты вдоль дороги на дистанции около 2 км, обслуживают проезжающих по трассе дальнобойщиков, основу их меню в основном составляет шашлык. Отдельную известность имеет ресторан «Морддовинс», переименованный из «Морддоналдса» после претензий «Макдональдса».